# Compiègne-i fegyverszünet (1940)
A második compiègne-i fegyverszüneti egyezményt 1940. június 22-én, 18.50-kor írták alá a Harmadik Birodalom és a Francia Köztársaság képviselői a Compiègne város közelében állomásozó vasúti kocsiban. Az egyezmény értelmében. Franciaországot három zónára osztották: egy német és egy olasz megszállási zónára és a Vichy-kormány (németbarát bábkormány) fennhatósága alá tartozó, névleg önálló szabad zónára (zone libre). A compiègne-i erdőre azért esett a választás, mert 1918-ban ugyanitt írták alá az első világháborút lezáró fegyverszüneti egyezményt.

## Előzmények
A franciaországi hadjárat (1940. május–június) során a német hadsereg döntő győzelmet aratott a brit és francia erők felett. A hadjárat első szakaszában (1940. május 10.–június 4.) a német harckocsizó csapatok bekerítették és felmorzsolták a legjobban felszerelt brit és francia hadseregeket, majd június 5.–június 21. között délnek fordulva bevették Párizst, a Maginot-vonalat és mélyen behatoltak Franciaország területére. Június 10-én a francia kormánynak is távozni kellett, Bordeaux-ba tette át székhelyét.
A küszöbön álló vereséget látva Philippe Pétain marsall, francia miniszterelnök június 17-én rádión jelentette be szándékát, hogy fegyverszünetet kér a németektől. Eddigre a francia veszteségek elérték a 92 000 halottat, 200 000 sebesültet és több, mint 1 millió hadifoglyot. A britek is több mint 68 000 főt veszítettek halottakban és sebesültekben.

## Compiègne kiválasztása

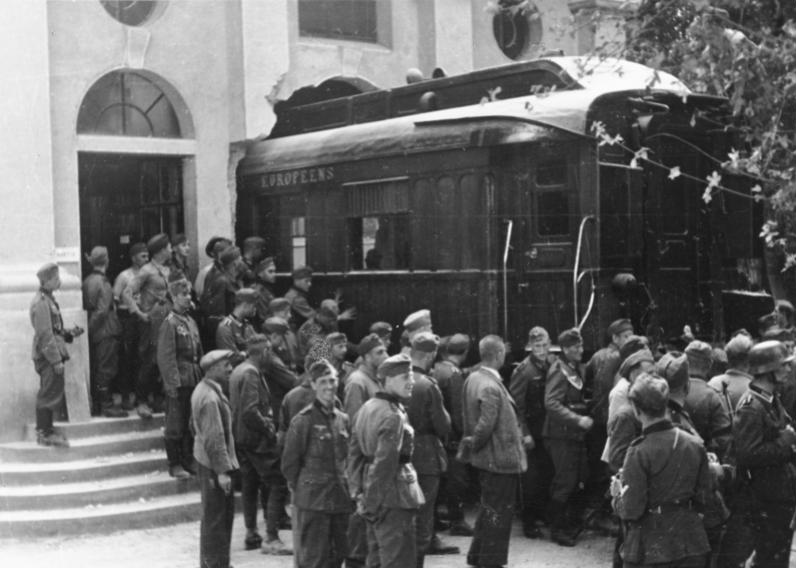
A győztes németek kihozzák a párizsi hadtörténeti múzeumból a compiègne-i vagont.

Amikor Adolf Hitler tudomást szerzett arról, hogy Pétain marsall fegyverszünetet kért, a compiègne-i erdőt jelölte ki a tárgyalások helyszínéül. Hitler tudatos bosszút akart állni a franciákon, mivel Compiègne volt a helyszíne az első világháborút lezáró, a németek számára megalázó első compiègne-i fegyverszünet aláírásának.
A tárgyalásokat ugyanabban a vasúti kocsiban folytatták, amelyben Ferdinand Foch marsall fogadta a német fél képviselőit 1918-ban. A tárgyalások kezdetén Hitler pontosan abban a széken, pontosan abban a pozícióban foglalt helyet, mint Foch, de a fegyverszüneti egyezmény bevezető részének felolvasása után elhagyta a helyszínt, a tárgyalásokat pedig a legfelsőbb német vezérkar (Oberkommando der Wehrmacht) parancsnokára, Wilhelm Keitel tábornokra hagyta.

## Feltételek

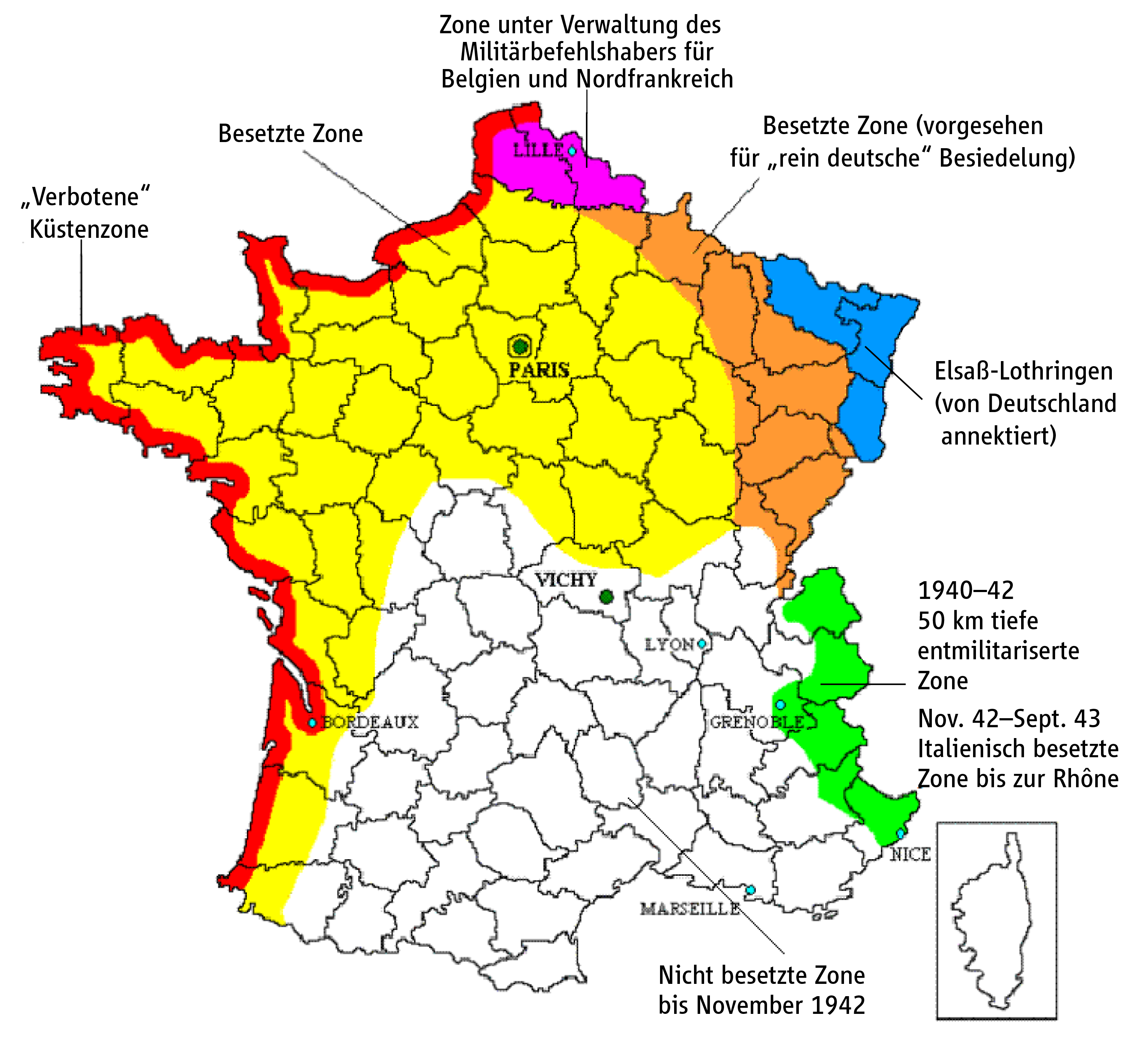
Franciaország térképe a fegyverszüneti egyezmény aláírása után
Kék: a Harmadik Birodalomhoz csatolt Elzász és Lotaringia
Lila: a belgiumi és észak-francia katonai főkormányzóság fennhatósága alá vont terület
Narancs: a német származású lakosság számára fenntartott terület – francia menekültek visszatérése tilos
Sárga: német megszállási övezet
Piros: az atlanti partvidék, tiltott zóna, ahol csak helyi lakosok tartózkodhatnak
Zöld: olasz megszállási övezet
Fehér: a szabad Franciaország, a Vichy-kormány fennhatósága alatt maradt terület.

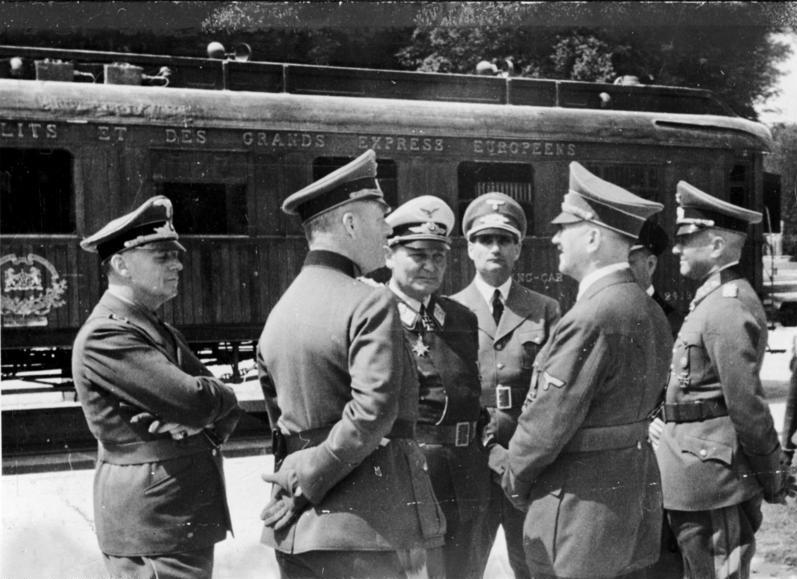
Hermann Göring, Rudolf Heß, Adolf Hitler, Joachim von Ribbentrop és Walther von Brauchitsch a vasúti kocsi előtt, amelyben aláírták a fegyverszüneti egyezményt

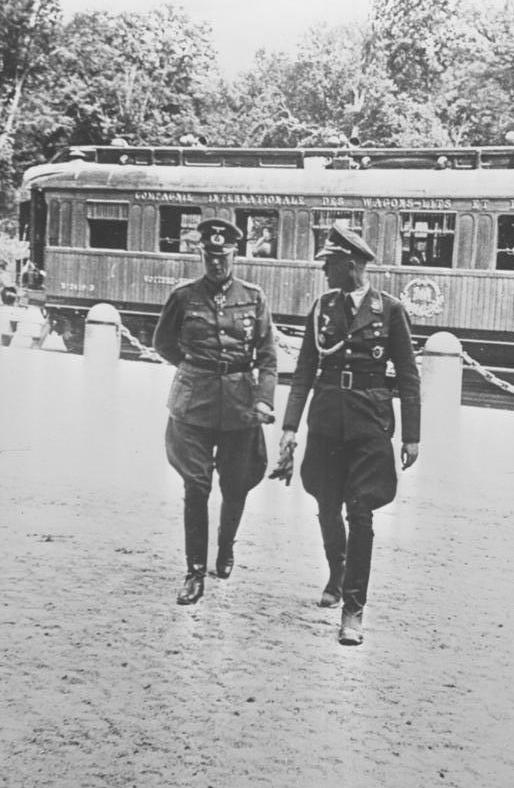
Wilhelm Keitel német vezérkari főnök és főtárgyaló

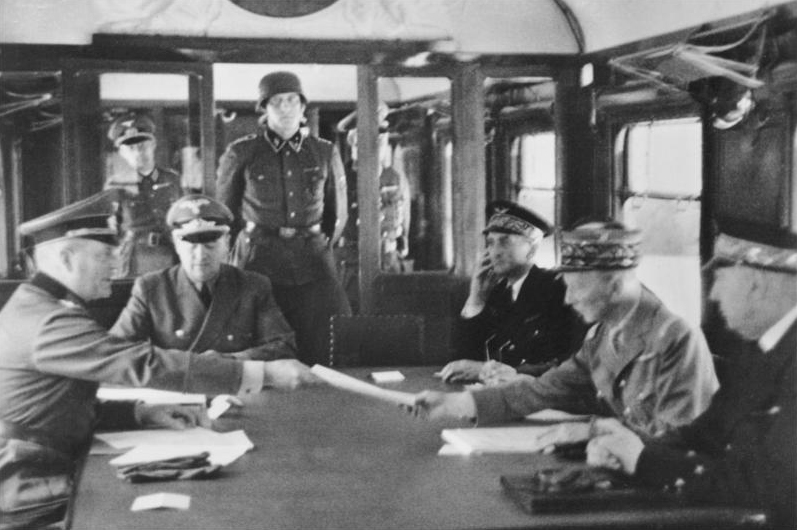
Keitel tábornagy átnyújtja az aláírandó okmányt Huntziger tábornoknak

A tárgyalásokat francia részről vezető Huntziger tábornok állítólag arról panaszkodott, hogy a Franciaországra kényszerített feltételek sokkal keményebbek voltak, mint amelyeket Németországnak kellett elfogadni 1918-ban. Franciaország háromötöde közvetlen német megszállás alá került, a Genftől Tours-on át a spanyol határig húzott képzeletbeli vonal mentén. Az atlanti partvidék közvetlen katonai kormányzás alatt álló tiltott zóna lett, hogy a német Kriegsmarine szabadon használhassa a francia kikötőket. Elzászt és Lotaringiát a Harmadik Birodalomhoz csatolták és a férfilakosságot közvetlenül besorozták a német hadseregbe.
A franciáknak ki kellett adni minden olyan személyt, akik korábban politikai menedékjogot kértek az országban. A megszállás költségeit is a franciáknak kellett állni, ez elérte a 400 millió francia frankot naponta. Csak egy minimális francia hadsereg fenntartását engedélyezték, bár Hitler beleegyezett abba, hogy a franciák megtarthatják a hadiflottát.
A meg nem szállt területen Vichy központtal alakult meg az új francia kormány, amely a zone libre igazgatását végezte, bár polgári közigazgatási fennhatósága névleg kiterjedt az ország egészére. A harcok elől elmenekült polgári lakosságot repatriálni kellett eredeti lakóhelyükre.
A fegyverszüneti egyezmény elvben addig lett volna csak érvényes, amíg a két fél meg nem egyezik a végleges békeszerződés feltételeiben. Erre azonban sosem került sor - 1942 novemberében, a szövetségesek észak-afrikai partraszállását követően a német és az olasz hadsereg megszállta Franciaország teljes területét.
A francia küldöttség, Huntziger tábornok vezetésével, megpróbált egyezkedni és a feltételeket enyhíteni, de Keitel kijelentette, hogy a fegyverszünetet ezzel a feltételekkel kell elfogadni vagy elutasítani. Mivel a franciák katonai helyzete reménytelen volt, Huntzigernek nem volt más választása.
A francia küldöttség emellett meg volt győződve arról, hogy a magára maradt Nagy-Britannia már csak néhány hétig tud ellenállni a németeknek, mielőtt békét kell kérnie a németektől. Érdekes módon ezért nem is tiltakoztak az egyezmény egyik kitétele ellen, amely szerint az összes francia hadifogoly (több, mint 1 millió fő) német fogságban maradhat a hadműveletek befejezéséig. Ennek az lett az eredménye, hogy a francia hadifoglyok nagy többsége (közel 200 000 főt engedtek haza a németek) egészen a háború végéig német fogolytáborokban raboskodott.
Az egyezmény június 25-én hajnali 0.35-kor lépett életbe.

## Compiègne lerombolása

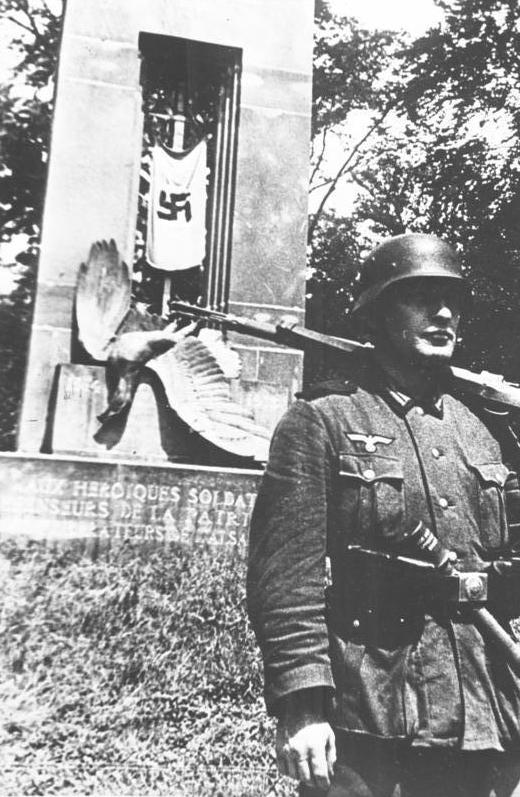
Az 1918-as emlékmű, a győztesek zászlajával (1940-ben az egész emlékművet lerombolták).

Három nappal a fegyverszüneti egyezmény aláírása után Hitler utasítására a helyszínt a németek lerombolták: dinamittal felrobbantották a „gall dicsőség” központi gránit emlékművét, feltúrták a sugárutakat, kivágták a fákat, eltávolították a síneket és a vasúti kocsit Berlinbe hurcolták. Egyedül Foch marsall emlékműve maradt érintetlenül, mivel Hitler azt akarta, hogy az első világháborús győző szobra tanúja legyen a pusztításnak.
A vasúti kocsi 1944-ben a szövetséges bombázások következtében megsemmisült, de a háború után német hadifoglyok munkájával a Compiègne-i emlékműveket újjáépítették. A vasúti kocsi mása egy közeli színben továbbra is megtekinthető.

## Fordítás
- Ez a szócikk részben vagy egészben  a   Second Armistice at Compiègne című angol Wikipédia-szócikk ezen változatának fordításán alapul.  Az eredeti cikk szerkesztőit annak laptörténete sorolja fel. Ez a jelzés csupán a megfogalmazás eredetét és a szerzői jogokat jelzi, nem szolgál a cikkben szereplő információk forrásmegjelöléseként.